# 모함메드 가시드
모함메드 가시드 카딤 알자베리(아랍어: محمد كاصد كاظم الجابري, 	1986년 12월 10일 ~ )은 이라크의 축구 선수로 포지션은 골키퍼이다.